# Списък с герои на Фамилията
Това е списъкът с герои на „Фамилията“, драматичен сериал на BTV.

## Главни герои
- Стефан Марков е главният герой на Фамилията. Той е журналист, който е преживял ужасна загуба в миналото си – неговата бременна приятелка журналистката Ива Стоянова е в неизвестност в продължение на 4 години. Оттогава животът на Стефан е пълна каша – той пие, залага, не е способен да си намери постоянно работно място... докато един от най-крупните и престъпни бизнесмени в страната – Борис Арнаудов, го наема да му бъде биограф, за да изчисти публичния си образ, който напоследък е почернен заради множеството спекулации отнисно съмнителните сделки на Борис. Стефан навлиза в света на семейство Арнаудови. В света на големите пари и обаяние, който изглежда на пръв поглед нормален и балансиран, но крие тъмни тайни. Стефан открива, че семейството е свързано по някакъв начин с изчезването на Ива. Заедно с неговия ментор доц. Професор Рени Ковачева, приятеля му инспектор Румен Лазаров от ДАНС и другият му приятел шофьора на такси Абду, Стефан тайно разследва фамилията, с надеждата да разбере какво е станало с Ива. Във втория сезон, Стефан си партнира и с Лора, с която започва страстна любовна връзка и успява да се сдобие със запис, който Ива направила преди смъртта си – става ясно, че след като Ива разследвала един от складовете на Арнаудови в околностите на София, тя е била разкрита, отвлечена и затворена в хладилния карцер, където евентуално починала от хипотермия. Стефан изгубва записа, но продължава да разследва връзките на Борис с Емил Фотев, корумпираният главен секретар на МВР и по незнайни причини заклет враг на Арнаудови, и със сирийски бизнесмени, които желаят да купят оръжия от Арнаудови, заради военния конфликт в Сирия. В последния сезон на „Фамилията“, Стефан присъства на погребението на Рени, която е убита от Борис, и се заклева да довърши биографичната книга с истински данни за тъмните сделки на Борис и продължава да си партнира с Лора и Мици, частен следовател, който е тайно изпратен от Лидия с цел да им помогне в разследването и мисията да спрат Борис. След дълги опити, Стефан открива тленните останки на Ива и разбира, че всъщност, Сашо и Тони са се возили в една кола, докато не попаднали в засада от Фотев и корумпираните му служители, които убиват Сашо по нареждане на Фотев. Разбира се по-нататък, че Виктор е знаел за засадата, но е оставил Сашо да бъде убит за да не каже на всички, че той е истинският баща на Георги, и че Ива не е умряла от хипотермия, а е била удушена лично от Виктор, защото се е боял, че тя ще ги разпознае и прати в затвора. След като разбира, че Виктор е отговорен за смъртта на Сашо, Лора се среща с него в същия склад, в който Ива е била убита. След като Лора заплашва да го издаде за неговите ужасяващи действия, Виктор се опитва да я удуши, както направил с Ива преди години, но не успява поради намесата на Стефан и Абду. След като Виктор се опитва да го убие с пистолет, Стефан го убива при самозащита с личния нож на Абду, отмъщавайки за Ива. След това, Стефан се депресира, защото е убил човек и се опитва да се предаде на полицията, докато Абду не го разубеждава. Стефан успява да публикува биографичната книга с помощта на приятел, който има печатница, и разкрива криминалното минало и настояще на Арнаудови. Преди Тони и Борис да бъдат арестувани от Лазаров и екип на ДАНС, Борис изпраща наемен убиец да убие Стефан. Стефан спокойно си се разхожда, докато неизвестен снайперист не го прострелва в гърба. След като е улучен, Стефан припада на земята и заобиколен от минаващи хора, Марков умира щастлив след като в последните си мигове вижда образа на неговата любима Ива.

- Борис Арнаудов е съпругът на Лидия, баща на Виктор, Лора и Александър, влиятелен бизнесмен, лидерът на политическа партия „Свободен глас“ и главният антагонист във „Фамилията“. След като е очернена неговата репутация, Борис наема Стефан Марков да напише биографична книга за живота му с цел да изчисти имиджа си. Това, което Борис не знае е, че Стефан всъщност, заедно с неговия ментор доц. Професор Рени Ковачева, приятеля му инспектор Румен Лазаров от ДАНС и другият му приятел шофьора на такси Абду, тайно разследва фамилията, защото неговата бременна жена журналистката Ива Стоянова, е разследвала Арнаудови, преди да изчезне мистериозно, което е и основният мотив на Стефан да разследва най-крупната и влиятелна фамилия в България. Вторият сезон акцентира върху разследването на Стефан върху политическата кампания на Борис, която е за цел той да е непобедим и бизнеса му с бизнесмени, които желаят да купят оръжия от него заради военния конфликт в Сирия. След като научава, че Ковачева го разследва, Борис лично я убива и хвърля в затвор Виктор след като научава за тайното му сътрудничество с Михаил Бързаков. В третия сезон, Борис освобождава Виктор, но в замяна той трябва да убие Бързаков, което и прави по време на среща между двамата в нощен клуб. Диана се опитва да изнудва Борис и след като се опитват да я убият, е спасена от хората на Емил Фотев, който повече от всичко желае да затвори Борис зад решетките. Разбира се по-нататък, че Виктор е знаел за засадата, но е оставил Сашо да бъде убит за да не каже на всички, че той е истинският баща на Георги, и че Ива не е умряла от хипотермия, а е била удушена лично от Виктор, защото се е боял, че тя ще ги разпознае и прати в затвора, което възмущава Тони, защото той не е искал тя да бъде убита, но не и Борис, който не само, че оправдава действията на Виктор, ами и се гордее с него и го прави новата му дясна ръка, измествайки Тони. Стефан убива Виктор след като той се опитва да убие Лора и успява да публикува биографичната книга и разкрива криминалното минало и настояще на Арнаудови. Преди Тони и Борис да бъдат арестувани от Лазаров и екип на ДАНС, Борис изпраща наемен убиец, който убива Стефан.

- Лидия Арнаудова е майката на Виктор, Лора и Александър, съпруга на Борис и един от главните герои на „Фамилията“. След смъртта на Сашо, тя се опитва да избяга от семейното имение, но не успява и Борис ежедневно и дава хапчета, защото е „психически нестабилна“. В третия сезон, тя изпраща нейния стар приятел Мици да помогне на Лора и Стефан в разследването им срещу Борис, както и да разбере за истинските обстоятелства около смъртта на Сашо. Тя научава по-късно, че Сашо е бил убит при засада от служителите на Емил Фотев, и че Виктор е знаел за засадата. Лидия разбира, че Стефан е убил Виктор и го окуражава да бяга докато все още може и да забрави, че ги е познавал някога. Лидия успява да избяга от имението и с помощта на Диана, завързва Фотев за един паметник и пуска за хората запис, който доказва, че той е убил Сашо.

- Виктор Арнаудов е най-възрастният син на Борис и Лидия, брат на Лора и Сашо, съпруг на Диана, доведен баща на Георги, адвокат на компанията, физическият убиец на Ива Стоянова и духовен убиец на Сашо и вторичният антагонист на „Фамилията“. От първия до втория сезон, Виктор тайно предава Борис, когото тайно мрази, като си партнира с руския олигарх Михаил Бързаков, докато Борис не разбира и го затваря в специална килия за наказание заради предателството му. Борис го освобождава, но впоследствие той трябва да убие Бързаков. Виктор убива Бързаков при среща между двамата в нощен клуб. По-нататък става ясно, че Виктор е оставил Сашо да бъде убит от Емил Фотев за да не разкрие, че той е истинският баща на Георги, и че Виктор лично е убил Ива, за да не ги разпознае. След като се опитва да убие Лора, която заплашва да го издаде, Виктор е убит лично от Стефан при самозащита.
- Диана Арнаудова – Диана е 39-годишната съпруга на Виктор и майка на едно дете. Красива и елегантна, тя полага еднакво големи усилия да запази както перфектната си форма, така и мечтания бляскав живот. Като част от семейния бизнес, Диана се опитва да съчетава работата с ролята си на майка и съпруга. Както всички членове на фамилията, външно Диана изглежда, че има всичко и е щастлива, но вътрешно е проядена от нездравите отношения със семейството и съпруга ѝ.
- Георги Арнаудов – Георги Арнаудов е 17-годишният син на Виктор и Диана. Той е типичен галеник на богато семейство – облича се добре, а в очите на съучениците си изглежда дори като сноб. Има високо мнение за себе си и държи да е пръв във всичко – на изпити, на състезания и най-вече по брой завоевания. Майка му го учи да държи на външния си вид, а с баща си контактува само когато се налага. Ревнува от по-малкия си братовчед, защото смята, че Борис го обича повече.
- Александър „Сашо“ Арнаудов

- Лора Арнаудова – Лора е 34-годишната дъщеря на Борис и Лидия и съпруга на Тони. Красива и крехка, тя дава вид на сериозен и отговорен служител в семейната компания. Лора се ползва с доверието на баща си и е негова любимка. Патриархът на фамилията винаги я дава за пример с нейната организираност, изпълнителност и взискателност към всичко, което прави. Горд е с нея и за това, че продължава да бъде вярна и всеотдайна съпруга и безупречна майка.
- Иво Аръков
- Михаил Велев – Михаил е по-голямото дете на Лора и Тони. Той на 11 години и с лекота манипулира семейството си, но не е истински привързан към никой. Възхищава се от дядо си Андрей и затова го имитира в поведението и жестовете си. Най-добре Мики се разбира с баща си, знае как да го поласкае и разсмее и затова Тони му позволява всичко.
- Никол Велева – Никол е по-малкото дете на Лора и Тони. Тя е на 8 години, много будно и любопитно дете. Обича да е сред природата и да изучава света около себе си. Най-близкият ѝ приятел е брат ѝ Мики. Непрекъснато задава неудобни въпроси, от които възрастните често се смущават. От баща си се страхува, защото той я контролира и непрекъснато ѝ се кара.
- Андрей Халачев – Андрей е асистент и довереник на Борис. Героят му прилича на психопат и на моменти изглежда дори страховит. Персонажът му ще се появява на неочаквани места и ще се окаже, че влияе на съдбата на влиятелното семейство по един много неочакван начин.
- Рени Ковачева – Рени, е преподавател по разследваща журналистика. Като ментор на Стефан, тя е до него в най-тежките моменти и му помага да направи трудни избори. Тя е интелигентна, но и много безкомпромисна жена, която отстоява мнението си до последно и не позволява чужда намеса при защитаването на принципите си.